# Fascio Repubblicano di San Marino
Il Fascio Repubblicano di San Marino nacque dalle ceneri del Partito Fascista Sammarinese, sciolto il 28 luglio 1943, costituito il 4 gennaio 1944 con a capo Giuliano Gozi.
Fortemente dipendente dal Partito Fascista Repubblicano, venne sciolto il 20 settembre 1944, quando San Marino fu occupata dagli inglesi. Il 16 novembre 1944, con 42 voti a favore su 47 votanti, il Consiglio Grande e Generale approvò una legge straordinaria per l'"epurazione" dai pubblici uffici dei cittadini e forensi che avessero aderito al fascismo repubblicano, circa 2000 persone su 13 000 abitanti.